# Andrew Lawrence-King

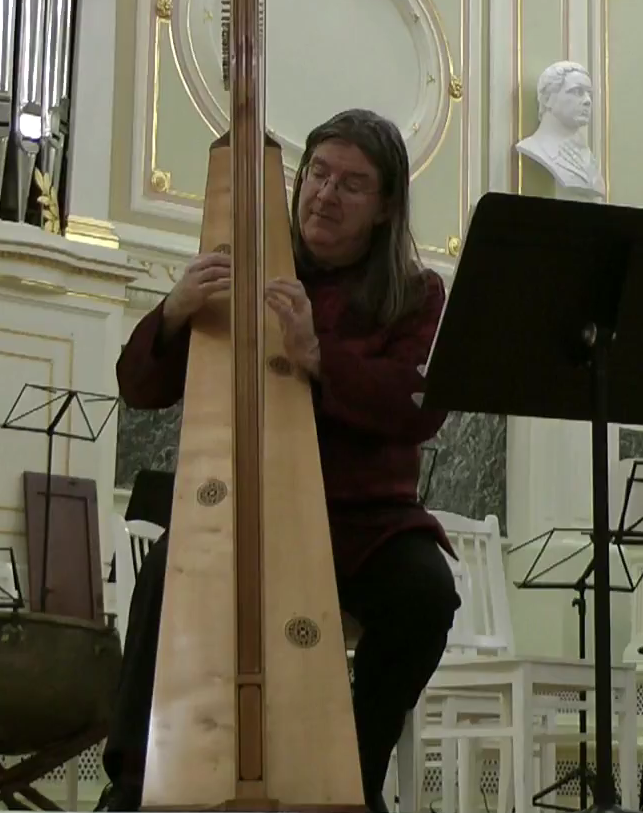
Andrew Lawrence-King – w st. Petersburg

Andrew Lawrence-King (ur. 3 września 1959 na Guernsey) – brytyjski harfista, dyrygent, specjalista od muzyki dawnej. Jest solistą w zespole Jordiego Savalla – Hespèrion XXI. Założył w 1988 roku grupę Tragicomedia i w 1994 zespół The Harp Consort. Jako dyrygent występował między innymi w La Scali, Operze w Sydney, Casals Hall w Tokio, Filharmonii Berlińskiej, Konzerthausie w Wiedniu, nowojorskiej Carnegie Hall oraz Palacio de Bellas Artes w mieście Meksyk. Jest gościnnym dyrygentem we florenckim zespole L’Homme Arme, specjalizującym się w wykonaniach muzyki barokowej. Wykładał m.in. w Akademie für Alte Musik w Bremie oraz w ESMUC w Barcelonie.